# Vismia brasiliensis
Vismia brasiliensis är en johannesörtsväxtart som beskrevs av Jacques Denys Denis Choisy. Vismia brasiliensis ingår i släktet Vismia och familjen johannesörtsväxter. Inga underarter finns listade i Catalogue of Life.